# Christophe Espagnon
Christophe Espagnon (Talence, 6 de enero de 1976) es un deportista francés que compitió en vela en la clase Tornado.
Ganó una medalla de bronce en el Campeonato Mundial de Tornado de 2005 y tres medallas en el Campeonato Europeo de Tornado entre los años 2004 y 2007.

## Palmarés internacional
| \| Campeonato Mundial \| Campeonato Mundial \| Campeonato Mundial \| Campeonato Mundial \| \| Año \| Lugar \| Medalla \| Clase \| \| ------------------ \| ----------------------------------- \| ------------------ \| ------------------ \| \| 2005 \| La Rochelle (Francia) \| Medalla de bronce \| Tornado \| \| Campeonato Europeo \| \| \| \| \| Año \| Lugar \| Medalla \| Clase \| \| 2004 \| Las Palmas de Gran Canaria (España) \| Medalla de bronce \| Tornado \| \| 2006 \| Lübeck (Alemania) \| Medalla de plata \| Tornado \| \| 2007 \| Palma de Mallorca (España) \| Medalla de bronce \| Tornado \| |                                     |                   |         |
| Campeonato Mundial |                                     |                   |         |
| Año | Lugar                               | Medalla           | Clase   |
| 2005 | La Rochelle (Francia)               | Medalla de bronce | Tornado |
| Campeonato Europeo |                                     |                   |         |
| Año | Lugar                               | Medalla           | Clase   |
| 2004 | Las Palmas de Gran Canaria (España) | Medalla de bronce | Tornado |
| 2006 | Lübeck (Alemania)                   | Medalla de plata  | Tornado |
| 2007 | Palma de Mallorca (España)          | Medalla de bronce | Tornado |